# Messe des pêcheurs de Villerville
La Messe des pêcheurs de Villerville est une messe brève pour chœur de femmes, écrite en août 1881 par Gabriel Fauré et André Messager, qui étaient en villégiature à Villerville chez des amis communs. Cette œuvre a été écrite primitivement pour qu'elle soit chantée par les dames du village et les jeunes filles qui s'y trouvaient en vacances, au profit de l'association des pêcheurs locaux. Puis, l'ouvrage a été successivement évolué.

## Première version 1881
Les différentes parties sont :
- Kyrie (Messager) ;
- Gloria (Fauré) ;
- Sanctus (Fauré) ;
- O salutaris (Messager) ;
- Agnus Dei (Fauré).

La première eut lieu le 4 septembre 1881 à l'église de Villerville,, dans une version avec harmonium ainsi que violon solo lequel était réservé à l’O salutaris de Messager.

## Version orchestre 1882
Une deuxième exécution, avec orchestre de chambre, eut lieu l'année suivante, en septembre 1882, lors d'un long séjour de Fauré et de Messager chez Clerc. Ce dernier orchestra alors les quatre premières parties, Fauré la dernière :
- Kyrie (chant de Messager / orchestration de Messager) ;
- Gloria (Fauré / Messager) ;
- Sanctus (Fauré / Messager) ;
- O salutaris (Messager / Messager) ;
- Agnus Dei (Fauré / Fauré).

La première version de la partition, conservée par Camille Clerc, a été envoyée au début du mois d'août à Messager, qui avait proposé d'orchestrer la pièce pour un double quatuor alors en résidence à Cuy-Saint-Fiacre. Finalement, en fonction de la disponibilité des musiciens, l'orchestration a été réalisée sous une forme réduite, comprenant une flûte, un hautbois, une clarinette, un quintette à cordes (avec un violon solo pour l'O salutaris) et un harmonium,.   
L'exécution eut lieu le 10 septembre,. Une lettre, datée du 19 septembre à Toulouse, annonçait son grand succès et une excellente qualité d'exécution.
Le manuscrit autographe était conservé par la famille Clerc. Finalement, la bibliothèque nationale de France l'accueillit.
Un spécialiste de Fauré, Jean-Michel Nectoux, qualifie ainsi cet ouvrage : « La tendresse et le charme de cette petite Messe des pêcheurs se souviennent de Léo Delibes et de Gounod, sans que ses jeunes auteurs prétendent écrire un chef-d'œuvre immortel de l'art ; c'est dans cet esprit qu'il faut écouter ces pages de lignes délicates et de fondantes harmonies. ».

## Publication
En 1907, l'éditeur Heugel & Cie publia une nouvelle version de cette messe, sous le titre de Messe basse. Le chœur de femmes et la soprano solo s'accompagnent de l'orgue ou de l'harmonium. L'ouvrage était dédié à Camille Clerc.
En faveur de cette publication, Gabriel Fauré avait remanié l'ouvrage en entier. Cette version ne se constitue que des pièces de ce compositeur.
- Kyrie  ;
- Sanctus ;
- Benedictus ;
- Agnus Dei.

En ôtant le Kyrie et le O salutaris de Messager, Fauré révisait pareillement ses anciennes pièces. Un nouveau Kyrie fut créé. Celui-ci est plus liturgique, avec le style d'antienne qui se caractérise de l'alternance entre le soprano solo et le chœur. Le Gloria fut supprimé, mais une partie de ses mélodies (Qui tollis peccata mundi, miserere nobis) était réutilisée pour un Benedictus,. Ce dernier aussi est construit dans le style d'antienne. Compositeur de maturité, son propre accompagnement était réalisé tandis que les mélodies demeurent plus sophistiqués que les anciennes versions.
Avant la réforme liturgique de Pie X, le motet O salutaris était chanté pendant l'élévation dans les églises parisiennes. Fauré a remplacé cette pièce par le Benedictus du rite romain, à la suite de cette réforme. En effet, Pie X souhaitait remplacer la tradition gallicane française par la tradition ultramontaine italienne-romaine. Cette réforme a été officialisée par le motu proprio de 1903, intitulé Inter pastoralis officii sollicitudes.
Deux phrases manquaient dans le Gloria original de Fauré : Domine Deus, Agnus Dei, Filius Patris et suscipe deprecationem nostram. Or, à partir de 1903, le motu proprio de Pie X interdisait toute modification de texte. Bien que la raison de la suppression du Gloria ne soit pas connue, il est probable que Fauré l'ait fait pour des raisons esthétiques ou liturgiques conformes à la publication sous le pontificat de saint Pie X. En résumé, l'ouvrage devenait plus liturgique.
Dans cette version évoluée, Jacques Bonnaure, membre associé de l'Académie des sciences morales des lettres et des arts de Versailles et de l'Île-de-France, voit les caractéristiques principales de la musique religieuse de Fauré : douceur, tendresse, absence d'emphase et originalité des parcours harmoniques.

## Enregistrements

### Version 1882
- 1988 : interprété par Philippe Herreweghe (direction), La Chapelle Royale, Les Petits Chanteurs de Saint-Louis, Ensemble Musique Oblique, Harmonia Mundi HMC901292

### Version 1907
- 1958 : interprété par Jean-Paul Kreder, Madeleine Gagnard (soprano), Olivier Alain (orgue), Ensemble Vocal Jean-Paul Kreder, Erato EFM42017 [écouter en ligne]
- 1993 : interprété par Michel Corboz (direction), Magali Dami (soprano), Ensemble vocal de Lausanne et Ensemble instrumental de Lausanne, Fnac Music 592097

## Bibliographiques
- Jean-Michel Nectoux et al., Livret du disque HMM931292 (Harmonia Mundi), 1988/2023 [lire en ligne]

1. 1 2 3 4 5 6 7  p. 6
2. ↑  p. 22

- Jean-Michel Nectoux, Gabriel Fauré : a musical life, traduction en anglais par Roger Nichols, Cambridge University Press, Cambridge 1991  (ISBN 978-0-521-53524-3) [lire en ligne]

1. ↑  p. 114
2. 1 2  p. 115

- Jean-Michel Nectoux, Gabriel Fauré : Correspondance suivi de Lettres à Madame H., Fayard, Paris 2015  (ISBN 978-2-213-68879-4) 914 p. [lire en ligne]

1. ↑  p. 58, note n° 6
2. 1 2  p. 64
3. 1 2  p. 62
4. ↑  p. 62, note n° 2